# Drusilla (rollfigur)
Drusilla är en rollfigur i serien Buffy och vampyrerna och i serien Angel, se Angel (TV-serie). Hon tilltalas "Dru" i serierna. Drusilla var från början en god kristen ung kvinna innan hon förvandlades till vampyr av Angelus, se Angel (rollfigur). Drusilla blev en mäktig vampyr med övernaturliga krafter efter det. Vidare hade hon ett förhållande med en annan vampyr, Spike.

## Historia
Som redan nämnts var Dru från början en god kristen. Hon hade dock förmågan att se in i framtiden, vilket ansågs var en gåva av andra. Men Dru själv såg det som något ont och ville bli av med förmågan, varför hon ville bli en nunna. Vampyren Darla såg Drusilla och berättade om henne för Angelus. Angelus blev besatt av Drus renhet och av att förgöra henne, eftersom hon hade potential att bli ett helgon. Angelus torterade Drusilla mentalt och mördade hela hennes familj. När Drusilla senare skulle vigas till nunna tvingades hon se på när Angelus dödade alla i rummet. Denna behandling gjorde Drusilla galen.
Efter att Dru blivit förvandlad till vampyr slog hon följa med Angelus och Darla. 1880 möter Drusilla den unga poeten William Pratt och gör honom till en vampyr. Efter förvandlingen går William under namnet Spike. Spike slår följe med gruppen och inleder ett långvarigt förhållande med Drusilla. De beger sig till Kina. Där ger sig Spike på Dråparen Xin Rong och dödar henne. Efter att Angelus drabbas av en förbannelse och får en själ och blir Angel, se Angel (rollfigur), splittras gruppen. Xin Rongs familj vill dock hämnas och skadar Drusilla så svårt att hon inte återhämtar sig på tio år.

## Sunnydale
Drusilla blev svårt skadad och förgiftad i Prag. Spike tror att energin från The Hellmouth (Helvetesgapet) kan bota henne, eller åtminstone skynda på läkningen. Dessutom finns Dråparen (The Slayer) Buffy Summers i Sunnydale. Efter att Buffy dött kallas Kendra Young till Dråpartjänst. Buffy kommer tillbaka till livet, men Kendra dödas av Drusilla. När Angel blir Angelus, efter ha tillbringat natten tillsammans med Buffy, slår han återigen följe med Dru och Spike. Spike går bakom ryggen på Angel och Drusilla genom att samarbeta med Buffy för att hindra Angel från att förgöra världen. Spike tar med Drusilla ut ur Sunnydale, mot hennes vilja. Denna vapenvila med Dråparen är vad som får Drusilla att slutligen lämna Spike.

## Los Angeles
2001 dyker Drusilla upp i Los Angeles, Wolfram & Hart vill nämligen att hon ska återuppliva Darla genom att göra henne till en vampyr. Dessa två löper sen amok i staden och ställer till med problem, innan Angel slutligen tänder eld på dem. Dru och Darla tar sig till Underjorden för att läka, i samma veva lämnar Drusilla Darla. Dru beger sig till Sunnydale för att övertala Spike att slå följe med henne och Darla i Los Angeles. Spike, som vid det tillfället är förälskad i Buffy, säger nej och stannar i Sunnydale. Efter det försvinner Drusilla för gott. Man får inte veta var hon tar vägen, vad som händer med henne eller om hon ens lever.